# أبريل هنري
أبريل هنري (بالإنجليزية: April Henry)‏ (14 أبريل 1959، بورتلاند في الولايات المتحدة)؛ كاتِبة، كاتبة للأطفال وروائية أمريكية.